# 욤비 토나
욤비 토나(콩고어: Yiombi Patrick Thona, 1966년 10월 2일 ~ )는 2002년 대한민국에 망명한 콩고 민주 공화국의 전직 정치인 겸 관료 출신의 외교관이었다. 현재는 대한민국 광주광역시에서 거주하며 광주대학교 시간강사 및 사회운동가로 활동하고 있다.

## 생애

### 대한민국 망명 배경
그는 2002년 3월에 콩고 민주 공화국에서 일어난 정치적 비리를 폭로하려다가 쫓겨난 직후 삼류 난민을 가장하여 콩고 민주 공화국을 탈출한 대한민국 망명객이며 2002년 12월 15일을 기하여 대한민국 망명 이후 대한민국에서 사회운동가로 활약하고 있다.

### 일생
1966년 10월 2일 콩고 민주 공화국의 수도 킨샤사에서 지난날 로앙고 군주국(Nsi ya Loango, 1883년에 멸망)의 왕비가 간택된 옛 로앙고 왕실의 외척 가문이었던 키토나(Kitona)의 흑인 귀족의 직계 후손이자 내과 의사 및 의학석사 가르시아 토나(Garcia Thona)의 슬하 2남 3녀 가운데 차남이자 넷째로 출생하였다.
그의 아버지 가르시아 토나(Garcia Thona) 이사장은 콩고 킨샤사 태생으로 벨기에 리에주 시립 대학교 의과대학 의학사를 거쳐 벨기에 국립 브뤼셀 자유 대학교 의과대학원 의학석사 출신이기도 한 내과 전문의 및 의학석사였고 이미 1972년 당시 자이레 킨샤사에서 2개의 내과 개업의원 원장과 2개의 내과 병원재단 이사장과 1개의 소아내과 의학재단 이사장을 모두 겸직한 개업 내과 병원 원장이자 소아내과 병원 기업 자산가였다.
이처럼 그는 콩고의 소아내과의학재단 재벌 총수이자 옛 로앙고 귀족 후손이었던 아버지의 슬하 2남 3녀(5남매) 중 차남으로 출생하였고 지난날 한때 자이레 바콩고 주 키토나에서 잠시 유아기를 보낸 적이 있다. 5세 때였던 1971년 이슬람교에 입문하였다가 3년 후 8세 때였던 1974년 개신교(장로회)로 개종하였으며 초등학교 졸업 이후 앙골라 루안다와 르완다 키갈리에 유학하여 그곳에서 중학교와 고등학교를 졸업하였다. 청년 시절이던 1989년 자이르 킨샤사 대학교 경제학과를 마친 후 1991년 자이르 킨샤사 대학교 대학원에서 심리학 석사 과정을, 이듬해 1992년 가나 대학교 대학원에서 경제학 석사 과정을 마쳤다. 1996년 콩고 공화국 브라자빌 마리앵 응구아비 대학교 대학원에서 경제학 박사 과정을 마쳤고 이후 1996년 2월에서부터 이듬해 1997년 3월까지 가나 대학교 경제학과 객원교수로 1년간 직위하였으며 1997년 8월에서부터 이듬해 1998년 9월까지 콩고 민주공화국 킨샤사 대학교 경제학과 전임교수로 1년간 직위하였다. 콩고 공화국 브라자빌 출신의 명문가 여식으로 출생한 11년 연하녀 넬리 쿠알라(Nelly Kuala, 1977년 6월 11일(47세) 콩고 인민공화국 브라자빌 출생)와 연애 결혼하여 장남 라비 욤비(Rabbi Yiombi, 1999년 3월 2일(26세) 콩고 민주공화국 킨샤사 출생), 차남 조나단 욤비(Johathan Yiombi, 2000년 2월 1일(25세) 콩고 민주공화국 킨샤사 출생), 장녀 파트리샤 욤비(Patricia Yiombi, 2002년 6월 16일(22세) 콩고 민주공화국 킨샤사 출생), 차녀 아스트리드 욤비(Astrid Yiombi, 2012년 12월 19일(12세) 대한민국 인천 출생), 삼녀 가엘 욤비(Gael Thona, 2014년 3월 20일(11세) 대한민국 광주 출생)를 비롯하여 슬하 2남 3녀를 두었다. 대한민국 속인주의 법률 관련에 따라 외국 국적자 자녀들은 부모의 국적을 따르도록 되어있다. 따라서 욤비 토나가 대한민국에서 낳은 두 딸은 무국적이다.
1997년 4월 28일부터, 키토나(Kitona)에서 잠시나마 휴양을 만끽하던 중, 1997년 5월 16일 당시에, 키토나에서 자이레 모부투 정권의 붕괴를 목도한 그는 1998년 3월에서부터 2002년 3월까지 콩고 민주 공화국의 중하급 관료로 어언 4년간 직위하였다. 관료 5개월차 시절이던 1998년 8월 2일을 기하여 발발한 콩고 내란의 여파 속에서, 조제프 카빌라(Joseph Kabila)가 콩고 민주공화국 대통령 재임 초기 시절이던 2002년 3월 중순 시절 시기에 그는 콩고 민주 공화국 비밀정보국 정보과장 재직 시절이었는데 당시에, "앙골라의 배후로써 손을 타 콩고 민주공화국의 자국 국가 중점적 정보를 르완다에 팔아 국가 농토 거대 불법 매각 매출 기도 등의 국제적 폭리를 취하려던 콩고 민주공화국 자국의 비리 관련" 등을 캐어 폭로하려다가 콩고 민주공화국 정부에 발각되어 9개월 후 콩고 내란(2003년 7월 18일을 기하여 사실상 종전)의 틈바구니 속을 간신히 틈타 당시 부인과 슬하 2남 1녀를 동반하여 탈출을 감행, 2002년 12월 15일을 기하여 콩고 민주공화국을 떠나 대한민국(大韓民國)에 망명을 하여 이후 현재까지 대한민국 망명에 이르고 있는 그는 아직도 여전히 콩고 민주공화국 시민권자이기도 하다. 2003년 5월 이후 대한민국 서울 서초구 서래마을에서 난민과 망명객의 인권 관련 국제 소통 사회 운동가로 활동하기 시작하였다. 그 이후 대한민국에서 그의 부인 넬리(Nelly)와의 사이에서 2녀를 더 얻어 슬하에 2남 3녀(5남매)를 두었으며 그가 표방하며 역설하는 소통 관련 교육은 주로 발도르프 교육이다.

## 논란
그는 2013년 8월 1일 광주대학교에서 자율·융복합전공학부 조교수로 특채되어 인권과 다문화 과목을 강의해왔으나, 2017년 11월 17일 아시아난민보호법 때문에 태국으로 해외 출장을 간다고 보고를 하고 나서 잠수, 결국 학교 측에서 수차례 연락을 취했으나 연락 두절, 이에 광주에 거주 중인 가족으로부터 그가 태국에 소재한 병원에 입원 중이라 복귀를 할 수 없다는 얘기를 들었다. 이후로도 학교로 연락도 없이 복귀하지 않아, 5개월 후인 2018년 4월 5일 학생들에게 피해를 발생시키지 않기 위해 직권면직 처리되었다. 하지만 최근에도 강의하는 사진이 나온 것으로 보아 광주대학교 시간강사로 근무하는 것으로 보인다

## 트리비아
방송에서도 그는 언젠가 반드시 고향 콩고로 돌아가야 하기 때문에 대한민국 국적으로 귀화하지 않을 것이라고 언급하였다.

## 기타 이력
- 대한민국 서울 숭실대학교 초빙교수
- 대한민국 서울 서강대학교 초빙교수
- 대한민국 서울 한양대학교 초빙교수
- 대한민국 인천 인하대학교 초빙교수
- 대한민국 경기도 성남 가천대학교 초빙교수
- 대한민국 광주대학교 자율·융복합학부 조교수 (2018년 4월 5일 대학 측에 연락 없이 무단 결근으로 인하여 직권면직 처리됨)
- 2013 국제 난민영화제 홍보대사
- 2014 국제 난민영화제 홍보대사
- 2015 국제 난민영화제 홍보대사
- 2016 APEC 예하 아시아 태평양 난민 권리 네트워크 의장 선출
- 2017 유엔 비정부연락사무소(UN NGLS) 위원 위촉

## 학력
- 킨샤사 대학교 경제학과 학사
- 킨샤사 대학교 심리학과 심리학 석사
- 가나 대학교 대학원 경제학과 경제학 석사
- 마리앵 응구아비 대학교 대학원 경제학과 경제학 박사

## 관련 서적
- 《내 이름은 욤비》(박진숙 저, 2013년 1월 출판)

## 같이 보기
- 로앙고 왕국
- 키토나
- 콩고 민주 공화국 비밀정보국